# Municipio de Rice (Iowa)
El municipio de Rice (en inglés: Rice Township) es un municipio ubicado en el condado de Ringgold en el estado estadounidense de Iowa. En el año 2010 tenía una población de 217 habitantes y una densidad poblacional de 2,92 personas por km².

## Geografía
El municipio de Rice se encuentra ubicado en las coordenadas 40°40′40″N 94°17′26″O / 40.67778, -94.29056. Según la Oficina del Censo de los Estados Unidos, el municipio tiene una superficie total de 74.23 km², de la cual 73,82 km² corresponden a tierra firme y (0,55 %) 0,41 km² es agua.

## Demografía
Según el censo de 2010, había 217 personas residiendo en el municipio de Rice. La densidad de población era de 2,92 hab./km². De los 217 habitantes, el municipio de Rice estaba compuesto por el 97,7 % blancos, el 0,92 % eran asiáticos y el 1,38 % eran de una mezcla de razas. Del total de la población el 4,15 % eran hispanos o latinos de cualquier raza.